# Christophe Agnolutto
Christophe Agnolutto é um ex ciclista profissional francês. Nasceu em Soisy-sous-Montmorency a 6 de dezembro de 1969. Foi profissional entre 1996 e 2006 ininterruptamente.
Tem um palmarés curto mas selecto: ganhou a general da Volta a Suíça de 1997 e impôs-se em solitário na sexta etapa do Tour de France de 2000, com final na cidade de Limoges. 

## Palmarés
1997
- Volta a Suíça, mais 1 etapa
- À travers le Morbihan

1998
- 1 etapa do Tour de Romandia

- 1 etapa do Tour de France

2005
- 1 etapa do Tour de Poitou-Charentes

## Equipas
- Casino (1996-1999)
- AG2r Prévoyance (2000-2004)
- Agritubel (2005-2006)